# Qua (nước)
Qua (chữ Hán: 戈) là tên một nước chư hầu do Hàn Trác phong cho con trai thứ là Hàn Ế với mục đích ngăn chặn và khống chế sự trỗi dậy của tôn thất nhà Hạ, địa bàn nước này nằm ở khu vực tỉnh Hà Nam Trung Quốc ngày nay.
Cùng chung nghĩa vụ với nước Quá thì nước Qua chịu trách nhiệm làm phên dậu để che chắn 2 mặt trước sau cho triều đình trung ương, khi vua Hạ Tướng ở nước Châm Tầm nước Qua và nước Quá đã hợp binh vây hãm khiến nhà vua phải chạy sang nước Châm Quán. Sau đó Hàn Ế lại nhận lệnh của cha tiến đánh sang Châm Quán làm đế Tướng tiếp tục bỏ chạy đến đất Châm Tầm và dựng đô ở đây để tổ chức kháng chiến, tuy nhiên Hàn Trác không để Hạ Tướng có thời gian khôi phục điều ngay quân nước Qua ở gần đó tràn sang truy kích. Lần này Hạ Tướng thua to thế cùng lực kiệt phải tự vẫn mà chết, vợ là Hậu Mân chui qua lỗ tường bỏ trốn về nước Hữu Nhung quê ngoại.
Khi biết tin Thiếu Khang đang ở nước Hữu Nhung thì Hàn Trác chỉ thị ngay cho quân 2 nước Qua và Quá cùng tiến đánh nước này, Thiếu Khang vừa đánh vừa lùi rồi rút dần tàn quân về nước Hữu Ngu. Hàn Kiêu và Hàn Ế cho rằng quân Thiếu Khang không đáng sợ nên từ đó nảy sinh kiêu ngạo, sau này do chủ quan không đề phòng nên cả hai nước đều bị tiêu diệt. Nước Quá mất về tay Hạ Trữ còn nước Qua mất về tay Vô Dư đều là con của Thiếu Khang, Kiêu và Ế đều tử trận còn số phận của 2 nước trên chỉ tồn tại được hơn 30 năm với vẻn vẹn 1 đời vua.